# 周世宗
周世宗郭榮（921年10月27日—959年7月27日），本姓柴，故後世常稱其為柴榮，五代時期後周第二位皇帝，於954年2月26日－959年7月27日在位，在位6年。邢州堯山柴家莊（今河北省邢台市隆尧县）人，是周太祖郭威的内侄和養子，在郭威之後繼承帝位，廟號世宗，諡號睿武孝文皇帝。根據史書，周世宗在位期間在政治、軍事、經濟上都有建樹，號稱英主。

## 生平

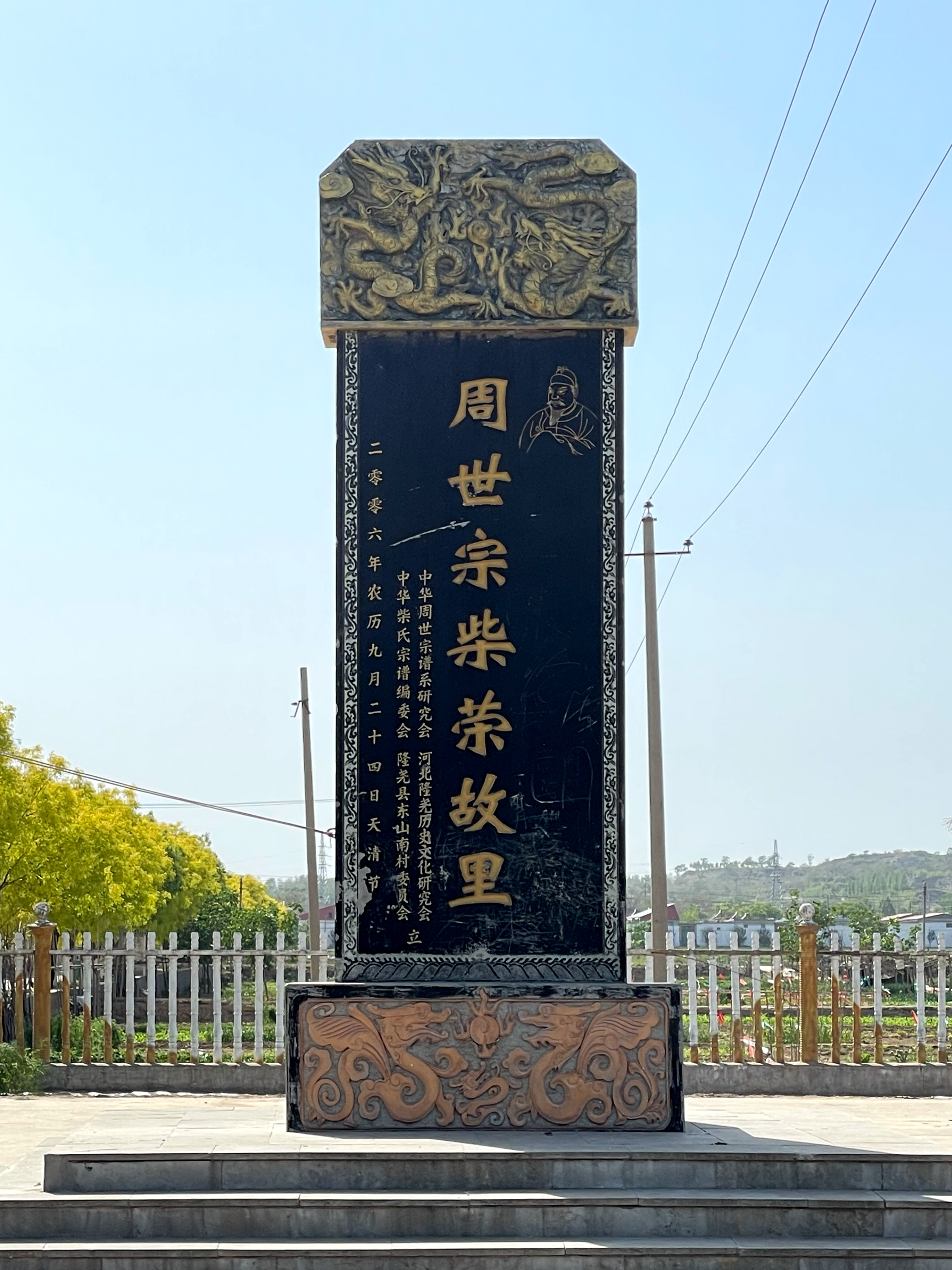
柴荣故里

父柴守禮，祖父出身當地望族。姑母柴氏曾為後唐李存勗後宮嬪妃。後唐明宗李嗣源繼位之初，大釋年輕女官出宮，出宮後嫁給郭威。
柴荣自幼过继姑父郭威为子，故名郭荣。郭榮学会骑射、略通书史。及長为郭威处理庶务，经常外出经商，往返于中原和江南一带。后汉隐帝刘承祐诛杀郭威家属时，杀死郭威的两个亲子，亦将郭荣最年长的三个儿子杀死。郭威亲子遇害後，身為養子的郭荣便有继位的可能。
郭榮年輕時，曾隨商人頡跌氏在江陵販賣茶葉，對社會積弊有所體驗。史載其「器貌英奇，善騎射，略通書、史、黃老，性沉重寡言」。
广顺元年（951年），周太祖郭威即位，郭荣授澶州节度使、检校太保，封太原郡侯。史载其境“为政清肃，盗不犯境”。二年，检校太傅为相。又一年，封晋王。
显德元年（954年）正月，判内外兵马事，总揽兵权。同月太祖崩，郭荣即帝位。
即位後，郭榮招撫流亡、減少賦稅，使中原民生有所復甦。再者整頓吏治，使後周政治清明。周世宗着手解决土地问题時曾叹息道：“均田才是治国之本，王政之始！”于是任内制定均田政策，下诏到各地，让官民都知道新的均田政策。待官民都了解清楚，下诏一年内大均天下之田，使得社会矛盾得到缓和。
顯德二年（955年）推行顯德毀佛，以佛寺銅材鑄行「周元通寶」，錢質與鑄量均居五代之冠。因为其毀佛行為，後周世宗被列入毀佛的「三武（北魏太武帝、北周武帝和唐武宗）一宗」。司馬光評述周世宗「毀佛」：「不愛己身而愛民，不以無益廢有益，周世宗算得是仁愛明理之人。」
周世宗對內進行改革，對外則積極開拓疆土。顯德元年（954年）二月，北漢主劉崇乘其新立，聯合遼兵4萬南下後周，周世宗力排馮道勸阻，率軍迎戰，於高平（今山西）南大破北漢軍，穩定政局。戰後整軍練卒，裁汰冗弱，振興軍威。顯德二年，詔令群臣獻《為君難為臣不易論》、《平邊策》，確定王樸提出的「先南後北」的統一方略；命兵部撰集兵法，名《制旨兵法》。他擊敗後蜀的孟昶，取得秦、鳳、成、階四州，孟昶大懼，「致書請和」。957年，先後三次親征南唐，創建水軍，攻下兩淮全境。
顯德六年三月，圖舉收復燕雲十六州，一連攻陷瀛州、莫州二州（今河北），莫州刺史劉楚信、瀛洲刺史高彥暉投降，再向北挺進，又連陷益津關、瓦橋關、高陽關三關。五月在議取幽州（今北京）時，周世宗病倒，只好撤退。
後周顯德六年（959年）六月，周世宗去世，年僅39歲。由年仅7岁的儿子郭宗训即位，是为周恭帝。
周世宗是五代十國時期最英明的君主。《舊五代史》稱：「世宗頃在仄微，尤務韜晦……不日破高平之陣，逾年復秦、鳳之封，江北、燕南，取之如拾芥，神武雄略，乃一代之英主也……而降年不永，美志不就，悲夫！」

## 繼位
周世宗是郭威的養子，與後唐明宗李嗣源、後唐末帝李從珂及後晉出帝石重貴，同樣是以養子身份來繼承帝位。
其為郭威正室柴皇后的侄子，在中國王朝中，是少数由外戚继承宗室的皇帝。

## 事蹟
- 身先士卒
  - 北汉进犯，周世宗对军士们说：“昔唐太宗定天下，未尝不自行，朕何敢偷安？”两军遇于高平之南，周将士俱，周世宗“介马自临阵督战”、“自引亲兵犯矢石督战”，当晚与将士“宿于野次”。
- 躬亲阅试
  - 选武艺超绝者为殿前诸班。使得“征伐四方，所向皆捷”，自中唐以来的冗兵积弊，一扫而光。
- 战略规划
  - “十年开拓天下，十年养百姓，十年致太平。”
- 顯德毀佛
  - 针对“私度僧尼，日益猥杂”、“乡村之中，其弊转盛”，下诏：“近览诸州奏闻……私度僧尼，日增猥杂，创修寺院，渐至繁多……宜举旧章，以革前弊……诸道州县镇村坊，应有敕额寺院，一切仍旧，其无敕额者，并抑停废。”诏旨颁布后，废佛之风席卷全国，当年就废去寺院30,336所，僧尼还俗者大约6万人。除重点保护寺院外，一律停废。禁私度僧尼，禁僧俗舍身，并下诏毁铜佛像以铸钱。周世宗说：“卿辈勿以毁佛为疑。夫佛，以善道化人，苟志于善，斯奉佛矣。彼铜像岂所谓佛耶？且吾闻佛在利人，虽头目犹舍以布施。若朕身可以济民，亦非所惜也。”
- 定税征，保边民，解决了逃户庄田的问题。
- 均田租，抑豪强。
- 浚卞口，导河流，江淮舟楫始通。

## 家庭

### 妻
1. 貞惠刘皇后，元配
2. 宣懿符皇后，继妻
3. 宣慈符皇后，继妻，宣懿符皇后妹

### 子
1. 越王柴宗誼（被赐名，又名「誼」）
2. 吴王柴誠（被赐名）
3. 韩王柴諴（被赐名）
4. 梁王柴宗訓（後登基為帝，是為恭帝）
5. 曹王柴熙讓
6. 紀王柴熙謹
7. 蘄王柴熙誨

### 后人
- 曾孙柴揆，三班奉职
- 柴元信，嘉佑五年（1060年）录为三班借职
- 柴叔夏，承节郎，南宋绍兴五年（1135年）袭封崇义公

## 通俗文化中的周世宗
- 京劇：三打陶三春，1960年代由中國劇作家吳祖光創作。
- 秦腔：打龍棚。
- 小說：水滸傳中的「小旋風」柴進，被描寫為周世宗的嫡派子孫。
- 漫畫：《天子傳奇5如來神掌》，由香港漫畫家黃玉郎創作，書中柴榮本為僧人玄武，之後還俗回復本名，後成為郭威義子，並改名郭榮。

## 影視形象
- 《天下第一》田豐 飾
- 《兵权》惠天賜 飾
- 《赵匡胤》王洪湛 飾
- 《绝代双雄》汤文涛 飾
- 《情剑山河》王伟平 飾
- 《真命天子》王淇 飾
- 《问君能有几多愁》李飞 飾
- 《傾世皇妃》周一围 飾
- 《大宋传奇之赵匡胤》吴晓东 飾
- 《天醒之路》丁子峻 飾
- 《浮世雙嬌傳》（薛榮）李治廷 飾